# 3차원 인쇄

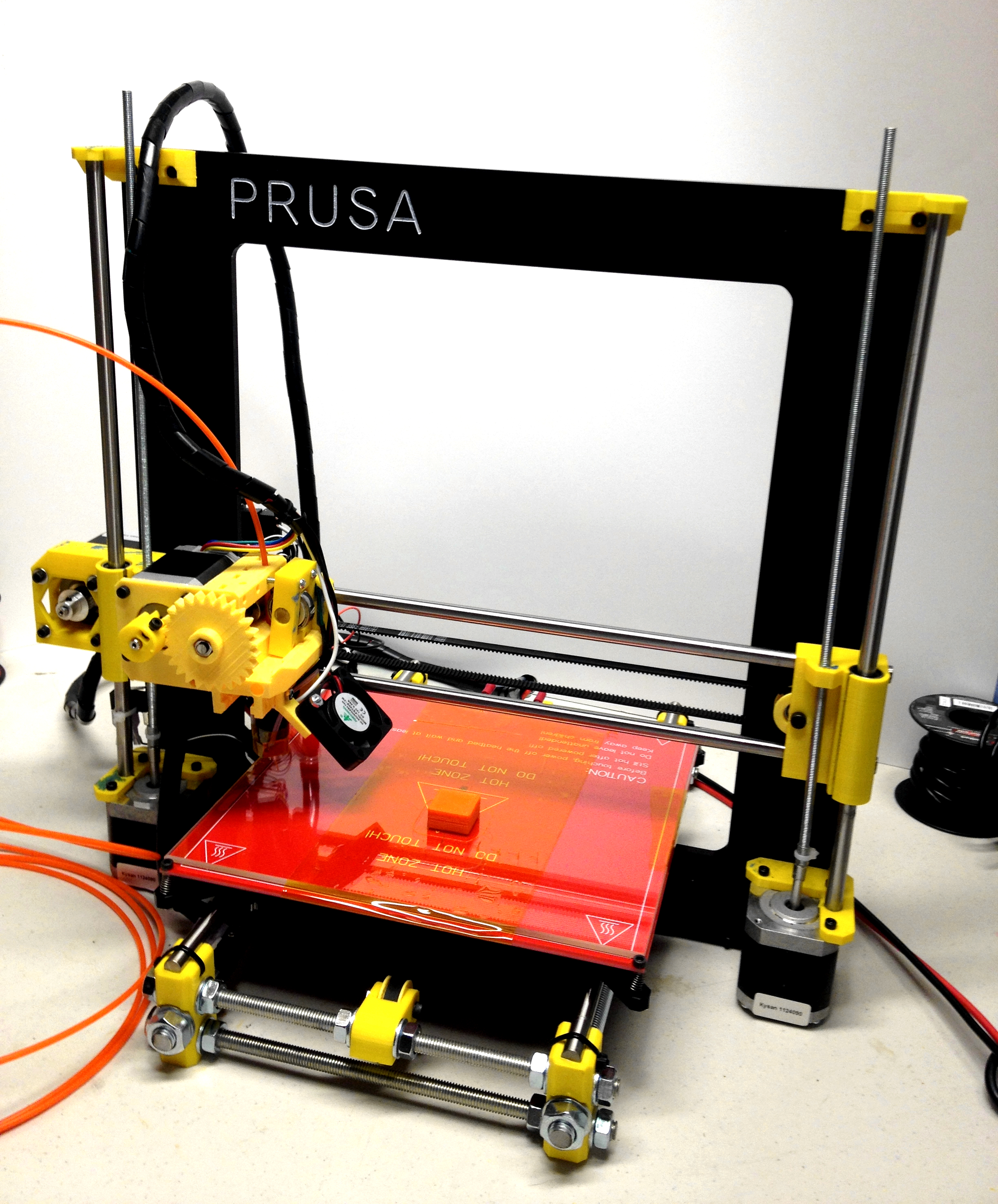
3D 프린터

3차원 인쇄(三次元印刷, 영어: 3D printing)는 연속적인 계층의 물질을 뿌리면서 3차원 물체를 만들어내는 제조 기술이다. additive manufacturing이라고도 한다.
3차원 프린터는 밀링 또는 절삭이 아닌, 기존 잉크젯 프린터에서 쓰이는 것과 유사한 적층 방식으로 입체물로 제작하는 장치를 말하며, 컴퓨터로 제어되기 때문에 만들 수 있는 형태가 다양하고 다른 제조 기술에 비해 사용하기 쉽다. 단점으로는 현재 기술로는 제작 속도가 매우 느리다는 점과, 적층 구조로 인해 표면이 매끄럽지 못하다는 점 그리고 위험한 총기와 같은 물건을 마음대로 인쇄할 수 있다는 점, 지식재산권을 침해할 수도 있다는 점 등이 있다.
3차원 인쇄 기술은 제 4차 산업혁명으로 불리며, 산업 전반에 걸쳐 제조 기술의 큰 변화를 가져올 것으로 예상되고 있다.

## 역사
1981년 일본 나고야시 공업 연구소의 고다마 히데오(小玉秀男)가 처음 이론화했고 1986년 미국의 찰스 훌(Charles W.Hull)이 특허를 얻어 설립한 3D 시스템스(3D Systems)사에서 처음으로 제품화하였다.
90년대 금속 3D 프린팅 기술도 개발되었고 2000년대 후반부터 대한민국 국내 언론에도 3D 프린터가 보도되며 대중에게 알려졌다. 2009년에는 대한민국 기업도 3D 프린터를 개발하였다.

## 3D 프린터의 안전성 문제
3D 프린터의 발달로 인해 3D 프린팅의 건강 및 안전 문제에 대한 연구가 새롭게 대두되고 있다. 2017년 유럽 안전청 (European Safety Agency for Work)은 3D 인쇄와 관련된 프로세스 및 자료, 산업 안전 기술의 함의를 논의하고 위험 요소를 제어 할 수 있는 방법을 다룬 논문을 출간했다. 대부분의 논의 대상은 가스 및 특정 물질의 노출정도이다. 특히 나노 물질, 정전기, 움직이는 부품 및 압력에 초점을 맞추고 있다.
NIOSH (National Institute of Occupational Safety and Health) 연구에 따르면 융합 필라멘트의 입자 방출은 인쇄가 시작된 후 몇 분 후 최고점에 이르렀으며 인쇄가 끝난 지 100 분 후에 기준선 수준으로 되돌아갔다. 융합 된 필라멘트 프린터의 배출물에는 수많은 초 미세 입자 및 휘발성 유기 화합물 (VOC)이 포함될 수 있다고 밝혀졌다.
배출물의 독성은 입자의 크기, 화학적 성질 및 방출 입자의 양 및 원료에 따라 다르다. VOC에 과도하게 노출되면 눈, 코, 목구멍의 통증을 유발하며, 두통, 조정 능력 상실, 메스꺼움 및 천식과도 관련이 있다. 동물 연구에 따르면 융합 필라멘트 프린팅에 사용되는 탄소 나노 튜브 및 탄소 나노 섬유는 나노 입자 크기에서 염증, 육아종 및 폐 섬유증을 병증을 유발할 수 있다고 밝혀졌다.
탄소 나노 입자 배출 및 분말 금속을 사용하는 공정은 가연성이 높으며 분진 폭발 위험을 높인다. 실제로, 융합 필라멘트 인쇄에 사용된 금속 분말로 인한 폭발로 심각한 부상을 입은 사례도 발견된 일이 있다.또한 기타 안전 문제로는 UV 램프 및 인쇄 헤드의 발열 문제, UV 램프의 고전압, 자외선 및 움직이는 부품으로 인한 기계적 부상의 가능성이 있다.
건강과 안전에 대한 위험 요인은 인쇄 작업이 끝난 후 처리 작업에서부터 존재한다. 이러한 후처리 활동에는 인쇄 된 형상을 수정하기위한 드릴링, 밀링 또는 선삭과 같은 일반적인 감산(subtractive) 제조기술 뿐만 아니라 화학약욕, 샌딩 (sanding), 연마 또는 표면 마감을 정련하기위한 증기 노출도 포함된다. 마스크 또는 보호경과 같이 적절한 개인 보호 장비를 사용하지 않으면 인쇄된 작업물에서 분진을 제거하는 과정에서 호흡기에 흡입되거나 눈에 상해해 입힐 수 있는 입자에 노출될 위험이 있다.

## 3D 프린터의 다양한 활용분야
3D프린터의 실제 개발된 사례를 보자면 여성경찰보호복 패턴을 개발하는데 쓰였는데 이는 3D프린터가 아니어도 개발될 수 있었을 것이다. 이 뿐만 아니라 옷의 패턴개발에 많은 발전이 있을 뿐만 아니라 또 하나를 보자면 용접이나 정형외과 분야에서도 3D프린팅 기술을 유용하게 사용을 할 수 있다
건축 분야에도 활용되고 있다.

## 작동 원리

### 종류
일반적으로 가공방식은 크게 두 가지로 나뉜다.
- 적층제조(additive manufacturing) - 가루나 액체 형태의 재료를 굳혀가며 한 층씩 쌓는 방식이다. 비교적 복잡한 모양을 만들 수 있고, 제작과 채색을 동시에 진행할 수 있다는 장점도 있다. 다만 완성품의 표면 처리를 위해 후처리 공정이 필요할 수 있다.
- 절삭제조(subtractive manufacturing) - 재료를 공구로 깎아가며 모양을 만드는 방식으로, 공구의 모양과 절삭 방법에 따라 만들 수 있는 기하 형태에 한계가 있다.

3차원 인쇄는 적층제조 방식에 속한다.

### 제작 프로세싱
1. 모델링(modeling): 일반적으로 CAD 또는 3차원 모델링 소프트웨어를 이용하여 3차원 데이터를 완성하며, 3D 스캐너를 이용해 3차원 데이터를 얻을 수도 있다. CAD와 기기 간의 표준 데이터 인터페이스는 일반적으로 STL 파일 형식이다. 3D 스캐너로 생성된 파일은 보통 PLY 파일 형식을 쓴다.
2. 프린팅(printing): 기계가 모델링 과정에서 만들어진 도면을 이용해 물체를 만들어내는 과정이다. STL파일을 읽어들여 CAD모델에서의 가상적인 단면을 만들어내 액체나 분말등의 재료의 연속적인 층을 생성한다. 인쇄 과정은 사용 방법과 모델의 크기와 복잡성에 따라 몇 시간에서 며칠 정도의 시간이 소요될 수 있다.
3. 후처리(post-processing): 인쇄된 결과물에 대해서는 필요할 경우 마무리 공정이 추가되기도 한다. 사포로 연마하거나, 색칠하거나, 인쇄된 파트들을 조립하는 공정이 추가될 수 있다.

### 해상도
3D 프린터는 기존 잉크젯과 동일한 구동 방식을 이용해 적층 방식으로 찍으므로, XY축 해상도와 함께 각 층의 두께로 해상도가 정해진다. 즉 한 층의 두께와 XY축의 해상도를 dpi(dots per inch)로 표현하게 된다. 2013년 현재 기술로는 일반적으로 한 층에 100µm정도 되고 어떤 기기들은 16µm정도까지도 표현하기도 한다. XY해상도는 50~100µm정도이다.

## 사회적 영향
3D 프린터의 보급이 제 4의 산업혁명으로 불리는 이유는, 기계 절삭 및 성형 등 기존의 생산 방식을 탈피하여 일괄된 방식으로 어떤 형태의 제품도 만들어낼 수 있기 때문이다. 치과 등의 의료 분야는 물론, 각종 가정용품을 비롯해 자동차나 비행기 등에 쓰이는 기계장치도 3D 프린터에 의한 생산이 가능하다. 이미 자동차 업계에서는 엔진 등 핵심 부품을 3D 프린터로 만들어내는 공정을 연구하고 있다.
3D 프린터는 이론상 어떠한 물건도 만들어낼 수 있기 때문에, 각종 살상용 무기도 만들 수 있으며, 따라서 총기 등의 규제가 무력화될 수 있다는 우려를 낳고 있다. 그러하기에 정부차원에서 개인용 3D 프린터에 관한 안전지침을 만들어 알리는 것이 중요하다.
2013년 5월 4일 미국에서는 디펜스 디스트리뷰티드라는 회사가 세계 최초로 3D 프린터로 제작한 권총의 시험 발사를 성공시켜 주목받았다. 이 회사는 3D 프린터 권총의 설계도면을 온라인에 공개했고, 이것이 논란이 되자 미국 국무부는 설계도면의 공개를 금지했다. 그러나 이미 다운로드 횟수는 10만건을 돌파한 후였다.
2014년 일본에서는 3D 프린터로 찍어낸 권총을 5정 제조하여 소지하고 있던 대학 직원이 경찰에 체포되는 사건이 있었다. 일본은 총기 소유가 불법이기 때문에 사회에 미친 충격은 더 컸다.

## 관련 기업
3D 프린터를 생산하는 관련기업으로는 나스닥 상장기업인 미국의 스트라타시스(Stratasys)가 업계 선두로 알려져 있다. 그 외에 뉴욕거래소 상장기업인 3D 시스템즈(3D Systems) 등의 회사가 미국에서 잘 알려진 3D 프린터 관련 기업이다.
3D 프린터는 기존의 프린터 업계 강자인 HP에서도 많은 관심을 보이며, 2013년경부터 시장 진출을 선언해왔다. HP의 멕 휘트먼 CEO는 기존 3D프린터의 느린 속도 문제를 포함한 여러 단점들을 보완하여 자사의 제품을 내놓을 것이라고 2014년 발표한 바 있다.
2014년 미국에서 설립된 카본3D社에서 기존의 적층구조 방식을 탈피한 새로운 형식의 3차원 인쇄방식을 선보였다. 이 기술은 폴리머가 빛을 만나면 굳고 산소를 만났을 때에는 굳는 현상이 방해받는 성질을 이용한 것으로, 기술개발자인 조셉 드시몬 교수는 이 기술을 'CLIP'이라고 명명하였다.

## 관련 공정
| 유형 | 기술                                                       | 물질 |
| --- | ---------------------------------------------------------- | --- |
| 압출 가공(extrusion) | 압출 적층 조형(Fused deposition modeling, FDM)             | 열가소성 수지 (e.g. PLA, ABS), HDPE(고밀도 폴리에틸렌), eutectic metals(공융 금속), edible materials(식용 물질) |
| 실(Wire) | Electron Beam Freeform Fabrication) (EBF3)                 | 대부분의 금속 합금                                                                                              |
| 알갱이(Granular) | 직접 금속 레이저 소결(Direct metal laser sintering) (DMLS) | 대부분의 금속 합금                                                                                              |
| 알갱이(Granular) | 전자빔 용해(Electron beam melting) (EBM)                   | 티타늄 합금들                                                                                                   |
| 알갱이(Granular) | 선택적 레이저 용해(Selective laser melting) (SLM)          | 티타늄 합금, 코발트 크롬 합금(Cobalt Chrome alloys), 스테인레스강, 알루미늄                                     |
| 알갱이(Granular) | 선택적 열 소결(Selective heat sintering) (SHS)             | 열가소성 수지 분말(Thermoplastic powder)                                                                        |
| 알갱이(Granular) | 선택적 레이저 소결(Selective laser sintering) (SLS)        | 열가소성 수지, 금속 분말, 세라믹 분말                                                                           |
| 잉크젯 헤드와 분말 상자기반 3D 프린팅([Powder bed and inkjet head 3d printing), 석고기반 3D 프린팅 Plaster-based 3D printing (PP) | 석고                                                       | |
| 적층(Laminated) | 적층 제조 방식(Laminated object manufacturing) (LOM)       | 종이, 금속박, 플라스틱 필름                                                                                     |
| 광 중합(Light polymerised) | 광경화수지 조형방식(Stereolithography) (SLA)               | 광경화성 수지(photopolymer)                                                                                     |
| 광 중합(Light polymerised) | 마스크 투영 이미지 경화(Digital Light Processing) (DLP)    | 광경화성 수지(photopolymer)                                                                                     |

## 같이 보기
- 3차원 모델링
- 렙랩 프로젝트
- 패드 인쇄
- 3두들러